# Orden der alten Hacke
Der Orden der alten Hacke, auch als Ritterorden der alten Hacke bezeichnet, wurde im Herzogtum Liegnitz eingerichtet. 
Er wurde 1290 gestiftet und das Anliegen war, Ritter für die Zeit von Not und Gefahr zu sensibilisieren. 
Das Ordenszeichen war eine goldene Hacke mit einem silbernen Stiel. Das Zeichen war auf der Ordenskleidung, also Wappenmantel, Wappenrock und auf dem Helm angebracht. Auf dem Wappenschild war das Ordenszeichen am wichtigsten. Darüber, wie lange der Orden bestand, gibt es keine Gewissheit.
Ein Orden von der alten Hacke, der vor allem der Freundschaftspflege seiner Mitglieder gewidmet war, wurde von dem kaiserlichen Geheimen Rat, Landeshauptmann der Fürstentümer Schweidnitz-Jauer, Reichsgraf Johann Anton von Schaffgotsch (1675–1742) gegründet, der als kaiserlicher Kommissar an der Umsetzung der Altranstädter Konvention maßgeblich beteiligt war.